# Livia Millhagen
Livia Maria Millhagen (ur. 23 maja 1973 w Sztokholmie) – szwedzka aktorka filmowa.
W latach 1995–1999 studiowała w szkole teatralnej w Malmö.
Najbardziej znana z roli w komediodramacie Miffo (nagroda Guldbagge dla najlepszej aktorki w 2003).